# Chifley Tower
El Chifley Tower es un rascacielos situado en Chifley Square en Sídney, Australia. Toma su nombre de Ben Chifley, decimosexto primer ministro australiano.